# Teoman Öztürk
Teoman Öztürk, né le 5 décembre 1967 à Berlin, est un ancien basketteur allemand.

## Palmarès

### Club
- Coupe Korać : 1995, ALBA Berlin
- Coupe d'Allemagne : 1997, 2002, ALBA Berlin

### Championnat d'Europe de basket-ball
- Championnats d'Europe 1993, Allemagne
  -  Médaille d'or